# Anna Costanza Baldry
Anna Costanza Baldry (Londra, 16 maggio 1970 – Roma, 9 marzo 2019) è stata una psicologa e criminologa italiana.

## Biografia
Laureata in psicologia presso l'Università degli studi di Roma "La Sapienza" nel 1994 con tesi dal titolo Il processo di vittimizzazione secondaria in reati di violenza sessuale, conseguì il dottorato di ricerca presso la stessa università nel 1998 con la tesi Approccio sociale per la comprensione del fenomeno del bullismo scolastico.
Nel 2002 conseguì un secondo dottorato di ricerca presso l'Istituto di Criminologia dell'Università di Cambridge, sotto la supervisione di David P. Farrington. Vincitrice della borsa postdottorale Marie Curie, si perfezionò presso la Vrije Universiteit (Libera Università di Amsterdam).
Nel 2005 diventò professoressa associata e nel 2017 professoressa ordinaria di psicologia sociale, forense e legale, insegnando presso l'Università degli Studi della Campania Luigi Vanvitelli, l'Università LUMSA di Roma e l'Università Cattolica di Milano. Fu docente di vittimologia, metodologia delle scienze sociali, psicologia di comunità e psicologia sociale, forense e legale.
La sua improvvisa morte ha destato un profondo cordoglio da parte della comunità scientifica e della stampa italiana.

## Attività accademica e sociale
Nel corso della sua carriera accademica, ha assunto diversi incarichi di consulenza in materia di violenza contro le donne e i bambini, presso le Nazioni Unite, l'OSCE, la NATO, il Consiglio d'Europa, le Forze dell'Ordine, l'Autorità Giudiziaria, il Dipartimento dell'amministrazione penitenziaria.
Fu fondatrice e responsabile del Cesvis (Centro Studi Vittime SARA) di Caserta e dello sportello anti-stalking Astra del Centro per Donne in Difficoltà della Provincia di Roma gestito dall'Associazione Differenza Donna. Ha collaborato con la casa delle Donne di Roma e con la Rete dei centri antiviolenza D.i.Re (Donne in Rete contro la violenza).
La sua attività di ricerca su temi come il bullismo, il cyberbullismo, la violenza di genere e la vittimizzazione, la resero una tra le più conosciute esperte nazionali e internazionale in questi ambiti.
Curò la validazione italiana del protocollo SARA (Spousal Assault Risk Assessment - Valutazione del rischio di recidiva) per la valutazione del rischio di violenza coniugale, uno strumento utilizzato dalle operatrici/operatori dei centri antiviolenza che lavorano con donne vittime di abusi, con l’obiettivo di impedire la recidiva dei soggetti violenti. Fu anche attiva nel progetto di ricerca Femicide across Europe, condotto da un panel di studiosi internazionali, i quali, con prospettiva interdisciplinare, hanno analizzato i programmi di prevenzione e raccolto dati quantitativi e qualitativi, proponendo l'istituzione di un Osservatorio Europeo sul Femminicidio.
Altro interesse fu verso la tutela e la difesa dei minori, in particolare quella di bambini ed adolescenti coinvolti in dinamiche di prevaricazione e ciberbullismo; lavorò infatti allo sviluppo di progetti e programmi di prevenzione cross-culturali, come il Tabby (Threat Assessment of Bullying Behaviors among Youngesters), programma Internet sviluppato inizialmente nel 2010 e implementato nel 2011-2013 in Italia e in altri quattro paesi dell'UE (Bulgaria, Grecia, Cipro e Ungheria), per essere poi implementato in altri tre paesi dell'UE (Spagna, Francia e Polonia). Il programma è stato sviluppato sulla base di quanto noto nella comunità scientifica in merito alla riduzione del ciberbullismo e alla diffusione nei minori della consapevolezza dei rischi informatici e realizzato grazie al supporto del Programma Sicurezza e Giustizia dell'Unione Europea "Daphne" per la riduzione della violenza contro donne e bambini.
Con la pubblicazione nel 2017 del libro Orfani speciali: chi sono, dove sono, con chi sono: conseguenze psicosociali su figlie e figli del femminicidio, volle attirare l’attenzione su un tema non adeguatamente affrontato dalla politica e dall'opinione pubblica: la tutela materiale e psicologica delle centinaia di orfane e orfani nei casi di femminicidio (dal 2000 al 2014 sono stati 1600 circa coloro che hanno perso la madre per mano omicida del padre). In un terzo dei casi sono orfani anche di padre, poiché suicida e nei restanti due terzi interrompono il contatto con quest'ultimo in quanto spesso condannato e recluso. La ricerca fu realizzata grazie al progetto europeo Switch-off e svolto in cooperazione con la rete D.i.Re (Donne in Rete contro la violenza). Fu tra le ispiratrici della legge 11 gennaio 2018, n. 4 (Modifiche al codice civile, al codice penale, al codice di procedura penale e altre disposizioni in favore degli orfani per crimini domestici). Tale legge, prevede per gli orfani speciali l’accesso al gratuito patrocinio e ai servizi sanitari e psicologici, nonché la possibilità di cambiare cognome e altre tutele ancora. Tuttavia, i fondi stanziati dai vari governi succedutisi per finanziare gli interventi previsti dalla legge sono sempre stati insufficienti.

## Premi intitolati alla memoria di Anna Costanza Baldry
Premio Anna Costanza Baldry istituito dal Coordinamento Italiano dei Servizi contro l’abuso e il maltrattamento all’Infanzia – CISMAI e Terre des Hommes, con il patrocinio dell’Agenzia Nazionale Giovani (ANG).

## Presenza sui media
Fu spesso ospite come opinionista nella trasmissione di Rai Tre Amore Criminale.
Rai Tre ha trasmesso mercoledì 30 gennaio 2019 una puntata di Nuovi Eroi, interamente dedicata a Anna Costanza Baldry.

## Opere (selezione)

### In volume
- Baldry, Anna Costanza, Il bullismo nella scuola : un approccio psicosociale, Roma, C. Amore, 2004, ISBN 88-87958-17-3.
- Baldry, Anna Costanza e Ferraro, Eugenio, Uomini che uccidono : storie, moventi e investigazioni, Milano, Centro scientifico : Edi-Ermes, 2010, ISBN 978-88-7640-847-2.
- Baldry, Anna Costanza, Dai maltrattamenti all'omicidio : la valutazione del rischio di recidiva e dell'uxoricidio, 4a ristampa 2020, 6ª edizione, aggiornata 2016, Milano, FrancoAngeli, 2016, ISBN 978-88-568-3425-3.
- (EN) Baldry, Anna Costanza, Blaya, Catherine e Farrington, David P., International perspectives on cyberbullying : Prevalence, Risk Factors and Interventions, New York, Palgrave Macmillan, 2018, ISBN 978-3319732626.
- Baldry, Anna Costanza, Orfani speciali, 1a ristampa 2022, 2ª edizione, nuova edizione 2018, Milano, FrancoAngeli, 2018, ISBN 9788891769671.
- Baldry, Anna Costanza e Roia, Fabio, Strategie efficaci per il contrasto ai maltrattamenti e allo stalking, Milano, FrancoAngeli, 2011, ISBN 9788856832808.
- (EN) Baldry, Anna C. e Winkel, Frans W., Intimate Partner Violence Prevention and Intervention: The Risk Assessment and Management Approach: The Risk Assessment & Management Approach, New York, Nova Science Pub Inc, ISBN 160021858X.
- Baldry, Anna Costanza, Focus group in azione : l'utilizzo in campo educativo e psicosociale, Roma, Carocci Faber, 2005, ISBN 9788874661824.

### Pubblicazioni scientifiche
- Anna C. Baldry, David P. Farrington, Bullies and delinquents: personal characteristics and parental styles, in Journal of community & applied social psychology, 10(1), 17-31., 2000, DOI:10.1002/28SICI%291099-1298%28200001%2F02%2910%3A1%3C17%3A%3AAID-CASP526%3E3.0.CO%3B2-M.
- Anna C. Baldry, The impact of direct and indirect bullying on the mental and physical health of Italian youngsters., in Aggressive Behavior: Official Journal of the International Society for Research on Aggression, 30(5), 343-355., 2004, DOI:10.1002/ab.20043.
- Anna C. Baldry e David P. Farrington, Evaluation of an intervention program for the reduction of bullying and victimization in schools, in Aggressive Behavior. 30 (1): 1–15., DOI:10.1002/ab.20000.
- Anna C. Baldry, Maria G. Pacilli e Stefano Pagliaro, She’s Not a Person . . . She’s Just a Woman! Infra-Humanization and Intimate Partner Violence, in Journal of Interpersonal Violence. 30 (9): 1567–82., 2015, DOI:10.1177/0886260514540801.
- Anna C. Baldry, Bullying in schools and exposure to domestic violence, in Child abuse & neglect, 27(7), 713-732., 2003, DOI:10.1016/s0145-2134%2803%2900114-5.